# Techmark
Trwa dyskusja nad usunięciem tego artykułu, kliknij i weź w niej udział.

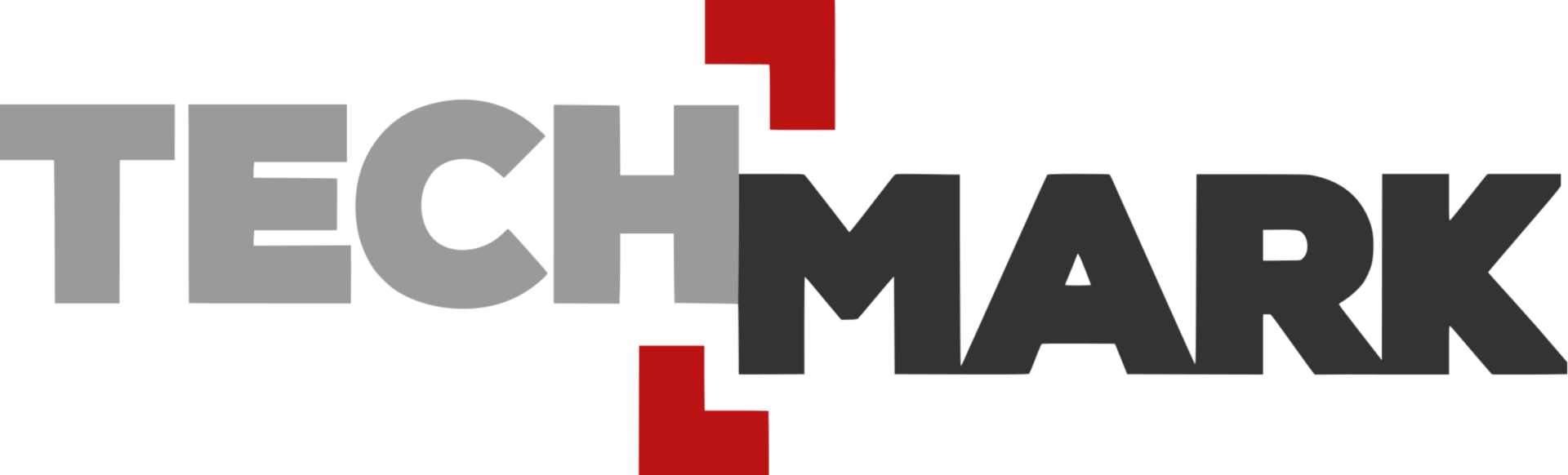
logo firmy Techmark sp. z o.o.

Techmark – polskie przedsiębiorstwo produkcyjne specjalizujące się w wytwarzaniu mebli metalowych oraz systemów przechowywania opartych na technologii RFID. Firma została założona w 1990 roku.

## Historia
Przedsiębiorstwo rozpoczęło działalność jako producent tradycyjnych mebli metalowych, a następnie rozszerzyło ofertę o specjalistyczne szafy narzędziowe, pracownicze i systemy skrytkowe. W drugiej dekadzie XXI wieku Techmark rozpoczął prace nad integracją rozwiązań cyfrowych, w tym technologii identyfikacji radiowej (RFID). Wdrożenie szaf wyposażonych w RFID-UHF realizowano m.in. przy wsparciu funduszy unijnych, w tym Polskiej Agencji Rozwoju Przedsiębiorczości (PARP) w ramach Programu Operacyjnego Inteligentny Rozwój (POIR).

## Osiągnięcia i nagrody
Firma opatentowała 3 wynalazki i 6 wzorów użytkowych związanych z wykorzystaniem technologii RFID w szafach metalowych, a kolejne jej wnioski patentowe są w toku.
Została również ośmiokrotnie wyróżniona w publikowanym na łamach Pulsu Biznesu rankingu Gazele Biznesu, w latach 2005, 2006, 2008, 2009, 2012, 2014, 2016, 2020. W roku 2024 przedsiębiorstwo zostało uhonorowane Diamentem Forbsa.

## Produkcja
Przedsiębiorstwo produkuje meble metalowe, w tym m.in.: meble szkolne, meble pracownicze, meble biurowe, meble sportowe, meble medyczne, meble warsztatowe, meble dla służb mundurowych oraz systemy przechowywania i obiegu zasobów oparte o technologię RFID (pod marką TechCode).

## Rozwiązania RFID
Techmark produkuje szafy z systemem do identyfikacji przechowywanych przedmiotów wyposażone w opatentowaną technologię RFID, umożliwiające automatyczne wydawanie i zwrot zasobów oraz kontrolę dostępu. Systemy te są przeznaczone do zastosowań w dużych zakładach produkcyjnych, wypożyczalniach sprzętu i instytucjach publicznych, gdzie pomagają w utrzymaniu ruchu i organizacji obiegu wyposażenia.

## Siedziba i zakłady
Siedziba spółki znajduje się w Aleksandrowie Łódzkim. Zakłady produkcyjne zlokalizowane są w Aleksandrowie Łódzkim oraz w Łodzi. Dane rejestrowe spółki (m.in. KRS, NIP, adres rejestrowy) dostępne są w serwisach agregujących informacje z rejestrów.